# Micropachylus metatarsalis
Micropachylus metatarsalis is een hooiwagen uit de familie Cranaidae.